# Thirteen Moons
Thirteen Moons var en svensk musikgrupp, bildad omkring 1984 av Anders Holm, gitarr och Göran Klintberg, sång.
Thirteen Moons spelade en lågmäld popmusik med influenser både från negro spiritual, blues och visa. Gruppens skivor producerades av Håkan Almqvist, som också hade stort inflytande över arrangemang och ljudbild. Thirteen Moons nådde med sin egensinniga musik internationell uppmärksamhet, men liten kommersiell framgång i Sverige. Bandet upplöstes i början 1990-talet.
De två första albumen fick fina recensioner i brittisk press och bandet genomförde också en Englandsturné, som förband till Billy Bragg. Efter gruppens upplösning har också ett stort intresse visats i Japan. I samband med att samlingsalbumet Going Against the Tide släpptes planerades en återförening och en turné i Japan, men detta realiserades aldrig.
Göran Klintberg har under 2000-talet framträtt som soloartist, och har gett ut två album på Bolero Records.
Mats "Magic" Gunnarsson avled 2014.
Thirteen Moons omnämns i Thomas Andersson Wijs låt "Sturm und drang" från 2012.

## Bakgrund
Anders Holm och Göran Klintberg hade spelat tillsammans redan som tonåringar i popbandet Transmission från Solna, där även sångaren och skådespelaren Sebastian Håkansson var medlem. Holm följde Håkansson till punkbandet Alien Beat och Klintberg var ett tag trummis i Zzzang Tumb.

## Medlemmar
Ordinarie medlemmar
- Mats ”Magic” Gunnarsson – saxofon
- Anders Holm – gitarr, basgitarr, sång
- Göran Klintberg – sång, percussion, gitarr
- Burt von Bolton – gitarr
- John Essing – klaviatur

Bidragande musiker (studio)
- Håkan Almqvist – basgitarr, synthesizer, piano, sång
- Mats Karlsson – piano
- Lilling Palmeklint – sång
- Titiyo – sång
- Tommy Knutsson – valthorn
- Anders Löwstedt – flygelhorn
- Cecilia Öhrwall – kör
- Eva Sonesson – kör
- Jan Kyhle – kör
- Ulrika Kyhle – kör
- Ragnar Bohlin – kör

## Diskografi
Studioalbum
- 1986 – Little Dreaming Boy (LP, Wire Records)
- 1987 – Origins (LP, Wire Records)
- 1990 – You Will Find Mercy On Your Road (LP/CD, Wire Records)

EP
- 1986 – A True Story (12" vinyl, Wire Records)
- 1986 – Suddenly One Summer (7" vinyl/12" vinyl, Wire Records)
- 1993 – Nattens fyra floder (CD, Cutting Room)

Singlar
- 1986 – "A True Story" / "Night Parade" / "Daddy Come Home" (7" vinyl, Wire Records)
- 1990 – "Somewhere, Someone Is Your Best Friend" / "I Give You My Dream" (7" vinyl, Wire Records)
- 1990 – "A Moment in Time" / "Going Against the Tide" (7" vinyl Wire Records)
- 1993 – "Birds on Rocky Mountains" (CD, digipak)

Samlingsalbum
- 1987 – Origins / Little Dreaming Boy (CD, Wire Records)
- 2006 – Going Against the Tide (CD, Soap Records)